# Paleosuchus
A Paleosuchus a hüllők (Reptilia) osztályának krokodilok (Crocodilia) rendjébe, ezen belül az aligátorfélék (Alligatoridae) családjába és a kajmánformák (Caimaninae) alcsaládjába tartozó nem.

## Rendszerezés
A nembe az alábbi 2 élő faj tartozik:
- Cuvier-törpekajmán (Paleosuchus palpebrosus) G. Cuvier, 1807[3]
- Schneider-törpekajmán (Paleosuchus trigonatus) (Schneider, 1801)[4]